# Hachiville
Hachiville (Luxemburgs: Helzen, Duits: Helzingen) is een plaats in de gemeente Wincrange en het kanton Clervaux in Luxemburg.
Hachiville telt 182 inwoners (2001).
In het dorp staat de monumentale Sint-Martinuskerk. Net buiten het dorp staat aan de bosrand de kluizenarij de Helzerklaus.

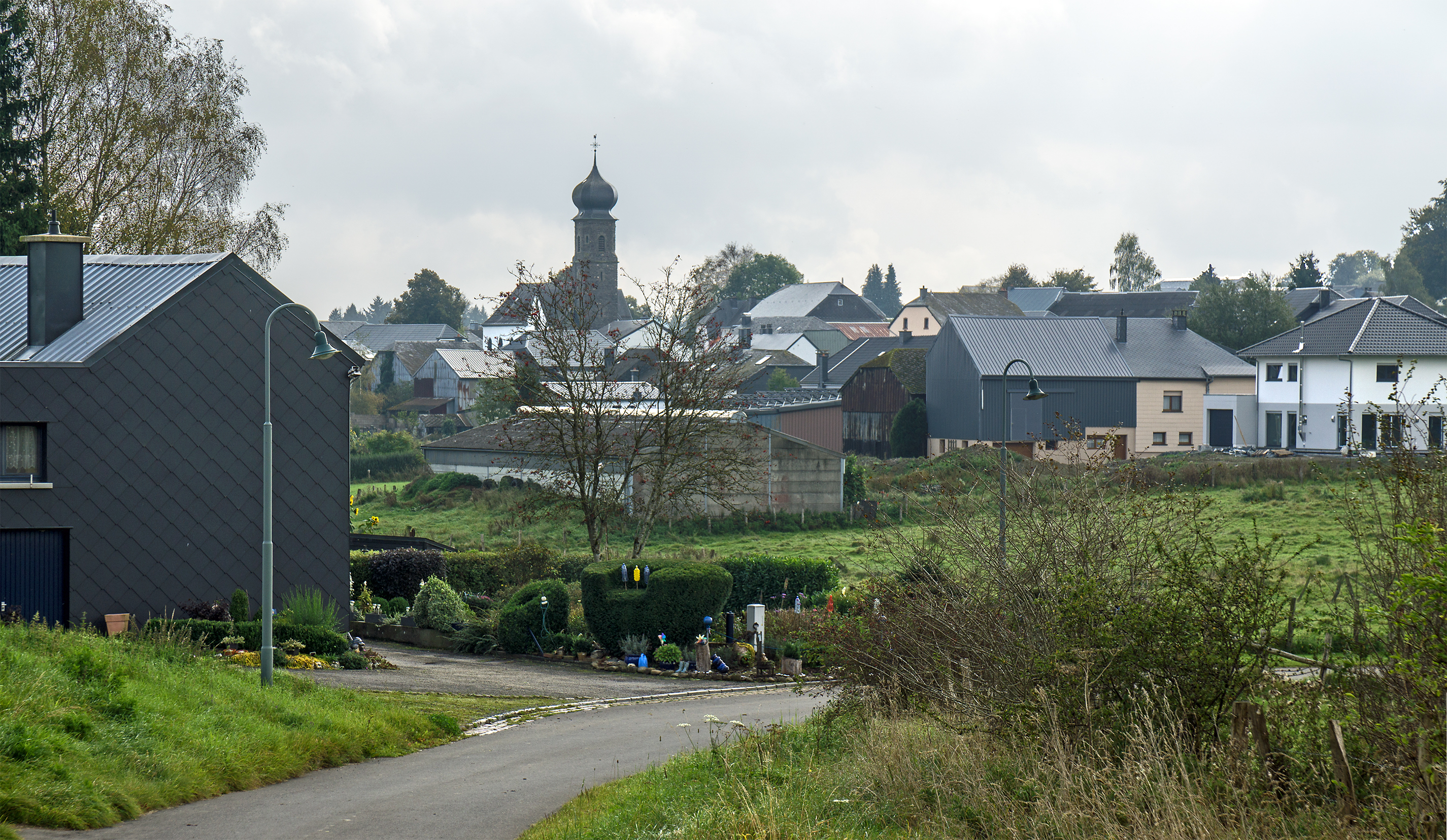
Hachiville
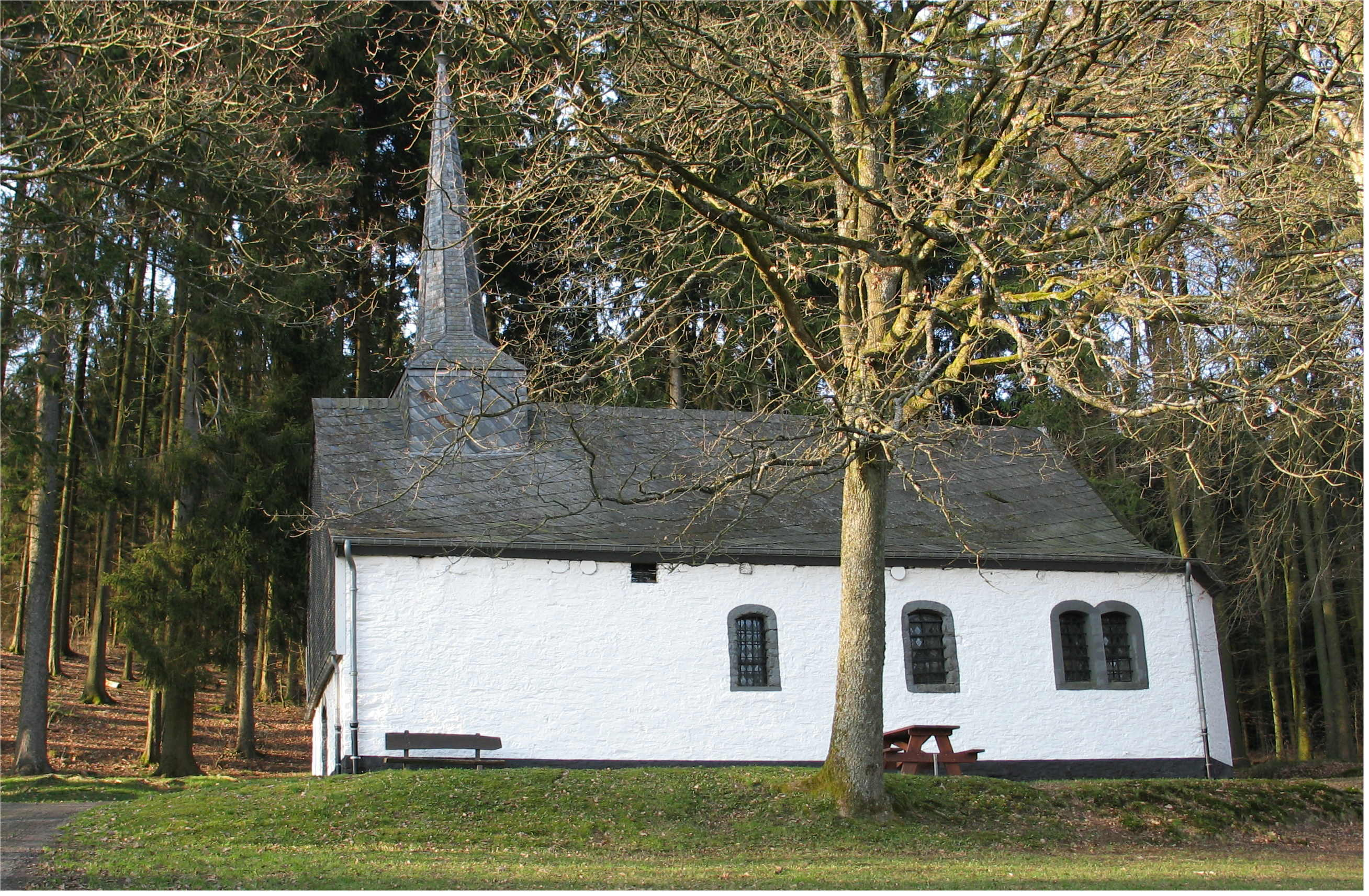
Kluizenarij Helzerklaus bij Hachiville

Allerborn · Asselborn · Boevange · Boxhorn · Brachtenbach · Crendal · Deiffelt · Derenbach · Doennange · Hamiville · Hachiville · Hoffelt · Lentzweiler · Lullange · Niederwampach · Oberwampach · Rumlange · Sassel · Schimpach · Stockem · Troine · Wincrange

Luxemburgse gemeenten · Kanton Clervaux · Luxemburg